# آيت إعلا (امزاورو)
آيت إعلا هو دُوَّار يقع بجماعة تودغة السفلى، إقليم تنغير، جهة درعة تافيلالت في المملكة المغربية.اشتهر بهذا الاسم، والصواب أيت يعلى، نسبة إلى يعلى بن عبد الغفور جدهم الأكبر، القادم من قصبة تادلة، وهو شريف إدريسي حسني، من أحفاد الشيخ يعقوب، من سلالة عيسى بن إدريس الثاني. ينتمي الدوّار لمشيخة امزاورو التي تضم 6 دواوير. يقدر عدد سكانه بـ 300 نسمة حسب الإحصاء الرسمي للسكان والسكنى لسنة 2004.

## وصلات خارجية
- البوابة الوطنية للجماعات الترابية
- المندوبية السامية للتخطيط